# Anaxyrus baxteri
Anaxyrus baxteri és uma espècie de bufònid que viu al Laramie Basin, a Wyoming, Estats Units. És extint en estat salvatge.